# Stephen Levine
Stephen Levine (1965) è un astronomo statunitense.
Dopo il dottorato in astronomia ottenuto nel 1992 all'Università del Wisconsin, ha iniziato a lavorare all'osservatorio Lowell.
Il Minor Planet Center lo accredita per la scoperta dell'asteroide 239046 Judysyd, effettuata il 25 febbraio 2006 in collaborazione con Arne Henden.
Gli è stato dedicato l'asteroide 19123 Stephenlevine.